# Умирающий лев
Умирающий лев — всемирно известная скульптурная композиция, созданная по эскизу Бертеля Торвальдсена в швейцарском городе Люцерн. Посвящена доблести швейцарских гвардейцев, павших при сопротивлении штурму дворца Тюильри в день восстания 10 августа 1792 года.

## События 1792 года
Восстание 10 августа 1792 года — один из ключевых моментов Великой Французской революции. Парижские бунтовщики осадили резиденцию короля Людовика XVI — дворец Тюильри. Регулярные войска на тот момент уже не были подконтрольны королю и переходили ротами и батальонами на сторону восставших. Верность Людовику сохранила лишь дворцовая охрана — Швейцарский гвардейский полк, общей численностью немногим более тысячи человек.
Гвардейцы стойко обороняли дворец и давали достойный отпор противнику. Однако Людовик XVI запретил стрелять по толпе из орудий. Восставшие имели значительный численный перевес, дворец был захвачен, король арестован. Во время штурма погибло около шестисот швейцарских воинов, шестьдесят гвардейцев были казнены, ещё двести — захвачены в плен. Большинство последних не пережили сентябрьскую резню 1792 года, в том числе сложил голову на гильотине командир Швейцарского полка, майор Карл Йозеф фон Бахман. Многие в дальнейшем умерли в тюрьме от ран. Лишь 350 солдатам и офицерам из тысячи ста десяти удалось избежать гибели.
- Взятие дворца Тюильри.
- Бой во дворце

## История памятника
Лейтенанту Швейцарского гвардейского полка Карлу Пфюферу фон Альтисхофену посчастливилось — во время событий 10 августа он был в отпуске в родном городе Люцерне. Офицер посчитал своим долгом отдать дань памяти героям-землякам. После окончания воинской службы в 1801 году он вернулся в Люцерн, где со временем стал членом городского совета и главой Люцернского общества искусств. Однако в марионеточной Гельветической республике, связанной с Наполеоновской Францией союзным договором, о памятнике швейцарским гвардейцам, защищавшим Людовика XVI, помыслить было нельзя.
Лишь в 1814 году, когда Швейцария вновь обрела реальную независимость, а в соседней Франции Бурбоны вернулись на праотеческий трон, — неутомимый Пфюфер смог приступить к реализации своих планов. Идеей Карла Пфюфера было воздвигнуть монумент в виде мёртвого льва, пронзённого копьём и упавшего на землю. Он обращался ко многим швейцарским скульпторам, но ни один из эскизов не смог удовлетворить его взыскательный вкус. В 1818 году Карл Пфюфер написал знаменитому Торвальдсену, работавшему тогда в Риме. Датский скульптор заинтересовался предложением, однако, погрузившись в тему, решил изобразить на горельефе не погибшего, а умирающего льва.
За создание скульптурной композиции по эскизам Торвальдсена взялся швейцарский скульптор Лукас Ахорн. Работа была закончена 7 августа 1821 года. Через три дня — в 29 годовщину штурма Тюильри — состоялось торжественное открытие монумента, на которое были приглашены ветераны трагических событий. Сам Торвальдсен увидел памятник лишь через двадцать лет — в 1841 году. Он был доволен горельефом и высоко оценил мастерство швейцарского скульптора, воплотившего его замысел в камне. Композиция стала первым в Европе памятником, содержащим только изображение животного. Копии памятника позже были установлены в Греции и Соединённых Штатах Америки.

## Описание монумента
Аллегорическая композиция представляет собой горельеф, высеченный в отвесном скальном выступе за овальным прудом. На момент создания старый карьер, где в Средние века добывали песчаник на постройку домов, был за пределами Люцерна, сейчас же это самый центр города. Девятиметровое изваяние расположено в нише длиной 13 метров и высотой 6 метров. Умирающий лев лежит, положив голову на правую лапу, покоящуюся на щите с изображением лилии — символа короля Франции, которого защищали герои-гвардейцы. В изголовье льва стоит ещё один щит — с гербом Швейцарии. Мимика благородного животного выражает почти человеческое страдание, его удалось показать романтически символично и художественно убедительно. Левое плечо льва пронзено копьём.
Над барельефом в скале высечена латинская надпись HELVETIORUM FIDEI AC VIRTUTI «Верности и отваге швейцарцев»; ниже барельефа — латинские цифры 760 и 350, соответствующие числу павших и уцелевших воинов. У подножия монумента в камне вырезаны имена солдат и офицеров, отдавших жизни во имя исполнения долга.

## Художественный образ
В Люцерне есть удивительный памятник; он сделан Торвальдсеном в дикой скале. Во впадине лежит умирающий лев; он ранен насмерть, кровь струится из раны, в которой торчит обломок стрелы; он положил молодецкую голову на лапу, он стонет, его взор выражает нестерпимую боль; кругом пусто, внизу пруд; всё это задвинуто горами, деревьями, зеленью— Александр Герцен. «Былое и думы», 1869

Лев лежит в своем логове на срезе невысокой отвесной скалы, ибо он высечен в горной породе. Фигура его огромна и преисполнена величия. Голову он склонил набок, сломанное копьё торчит из плеча, лапа лежит на лилиях Франции, защищая их. Виноградные лозы свешиваются со скалы, ветер играет в их листьях, где-то наверху бьет ключ, и прозрачные капли стекают в водоём у подножия скалы, а в неподвижной глади водоёма, как в зеркале, качается среди кувшинок отражение льва. Кругом зеленые деревья и трава. Это уютный, отдохновенный лесной уголок, отрешённый от шума, суеты и смятения, — и всё это так, как должно быть, — ведь львы и в самом деле умирают в подобных местах, а не на гранитных пьедесталах, воздвигнутых в городских парках, за чугунными решетками фасонного литья. Люцернский лев везде производил бы большое впечатление, но здесь он особенно на месте…— Марк Твен. «Пешком по Европе», 1880

## Фотогалерея
- на открытке, ок. 1900
- на открытке, нач. XX в.
- с включенным фонтаном; на открытке, нач. XX в.
- фото, 1931
- уменьшенная копия
- копия статуи в колледже Колби, снимок сер. XIX в.
- смотровая площадка, 2011
- памятная доска
- информационная табличка